# Конрад I (Люксембург)
Конрад I (на немски: Konrad I; * 1040, † 8 август 1086) е граф на Люксембург през 1059 – 1086 г.

## Живот
Конрад I е най-големият син на граф Гизлберт († 1059) и го наследява през 1059 г.
Конрад I е женен от ок. 1065 г. за Клеменция Аквитанска (* 1046/1059, † сл. 1129), дъщеря на Вилхелм VII, херцог на Аквитания от род Рамнулфиди и на Ермезинда от Лонгви († сл. 1058).
Конрад I затваря архиепископ Еберхард от Трир в Люксембург, след което папа Николай II го отлъчва от църквата. Той основава през 1070 г. абатството Орвал. На 6 юли 1083 г. граф Конрад основава бенидиктанския манастир Алтмюнстер и му дарява пет имения. През 1085 г. отива с брат си в Светите земи. Умира по време на връщането си в Италия през 1086 г. Неговите тленни останки са занесени през 1090 г. в Люксембург и той е погребан в криптата на абатството Алтмюнстер.
Вдовицата му се омъжва за Герхард I (първият граф на Гелдерн).

## Деца
- Хайнрих III, († 1096), граф на Люксембург
- Конрад, споменат 1080
- Матилда († 1070), ∞ за граф Готфрид III фон Близгау († сл. 1098)
- Рудолф († 1099), абат на Saint-Vannes във Вердюн
- Ермезинда (1075, † 1143), ∞ 1: Алберт I фон Егисхайм, граф на Дагсбург и Моха († 1098) (Етихониди); 2.: Готфрид I, граф на Намюр († 1139) (Дом Намюр)
- Вилхелм I (1081, † 1131), граф на Люксембург